# ジョナサン・デ・グズマン
ジョナサン・デ・グズマン（Jonathan de Guzmán, 1987年9月13日 - ）は、カナダ・オンタリオ州スカーバロー出身のプロサッカー選手。エールディヴィジ・スパルタ・ロッテルダム所属。ポジションはミッドフィールダー (MF) 。

## 経歴

### 幼少期
父親はフィリピン出身であり、母親はジャマイカ出身である。彼らが10歳の時にカナダに移住し、二男一女をもうけた。ジョナサン・デ・グズマンはオンタリオ州・スカーバローに生まれた。1981年生の兄のジュリアン・デ・グズマンもプロサッカー選手であり、ドイツやスペインのクラブでプレーした後、2009年からメジャーリーグサッカーのトロントFCに所属している。ジョナサンは幼少の頃からサッカーに夢中であった。父親は息子たちにバスケットボールをやらせたかったが、ジュリアンとジョナサンの兄弟は身長が低かったため、他のスポーツに惹かれていき、「学校終わりにすることといえばサッカーだけだった。自分たちの世代でサッカーをしている子どもはほとんどおらず、カナダではとても珍しかった。カナダはサッカーの国ではなく、僕らは例外的な存在だった」と語るほどサッカーに傾倒した。

### クラブ

#### ユース時代
ジョナサンは地元のノース・スカーバローSCの下部組織に入団し、技術を磨くために、兄が在籍していたチームも含めて3つの異なるチームで週6日も練習に励んだ。兄のジュリアンがオリンピック・マルセイユの下部組織に入団するためにカナダを離れる際、ジョナサンもヨーロッパでプレーしたいという気持ちに駆り立てられ、兄のフランス行きから2年後、12歳の時にオランダのフェイエノールトの下部組織に入団した。

#### フェイエノールト

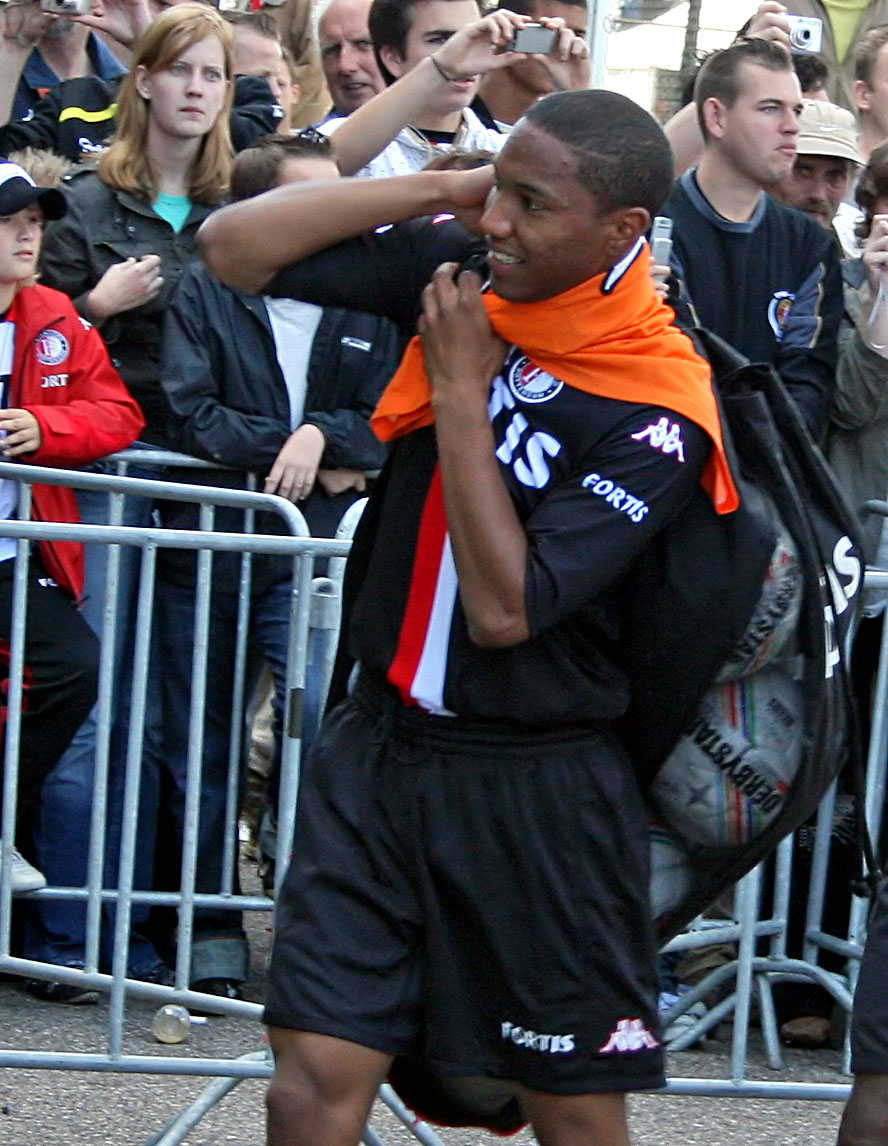
プレシーズンの練習後のジョナサン（2007年）

##### 2005-06シーズン
2005年9月15日、18歳の誕生日の3日後にトップチームの一員に加わり、UEFAカップのFCラピド・ブカレスト戦 (1-1) でベンチ入りしたが、出場機会は与えられなかった。9月18日、エールディヴィジのSCヘーレンフェーン戦 (5-1) で87分にホッサム・ガリとの交代で途中出場してトップチームデビューを飾った。9月30日、ヴィレムII戦 (1-3) でプロ初得点を挙げた。SCヘーレンフェーン戦でのデビュー後すぐにレギュラーとなり、12月11日のPSVアイントホーフェン戦 (1-0) 後には中盤で争ったフィリップ・コクーから大きな称賛を受けた。フェイエノールトとの契約は2008年までとなっていたが、12月19日に契約を2010年夏まで延長した。2005-06シーズンはリーグ戦29試合に出場して4得点を挙げた。

##### 2006-07シーズン
2006-07シーズン序盤、チームはディルク・カイト（リヴァプールFCへ）やサロモン・カルー（チェルシーFCへ）などのスター選手を放出したため、サッカー選手として次のステップに踏み出そうとしていたジョナサンには大きな期待がかけられた。しかし、2006-07シーズンのフェイエノールトは7位と低迷し、ジョナサン自身も2009年5月10日のプレーオフ・FCフローニンゲン戦で退場処分を受けるなど失望のシーズンとなった。チームはプレーオフで敗退し、16年ぶりに欧州カップ戦出場権を逃した。シーズン終了後には過度のプレッシャーがあったことを認め、「僕はまだ19歳だった。そのことは誰にも言えなかった。本当に残念なシーズンだった。サッカー選手として成長できなかったが、あらゆる問題を抱えていたから精神面では成長した。個人的にとてもタフなシーズンだった」と語った。

##### 2007-08シーズン
2007年夏にはジョヴァンニ・ファン・ブロンクホルスト、ロイ・マカーイなどの経験豊かな選手が加入し、ジョナサンにとって完璧な環境が作り上げられた。ベルト・ファン・マルワイク新監督は4-2-3-1フォーメーションの右ウイングでジョナサンを起用し、新しいポジションへの適応に戸惑ったが、プレッシャーからは解放され、2007-08シーズンはリーグ戦33試合に出場して9得点を挙げた。

##### 2008-09シーズン
2008-09シーズンは悲惨なシーズンとなった。2008年夏にはマンチェスター・シティFCへの移籍で個人的には合意に達していたが、フェイエノールトは移籍を認めず、「ロッテルダムを離れることを確信していた。フェイエノールトが認めなかったから移籍は実現しなかった。僕は（マンチェスター・シティFC）にイエスという返答をしていて、1000万ユーロと言われる移籍金は（フェイエノールトにとって）良い金額だと考えていた。しかし両クラブは契約合意に達せず、マンチェスター・シティFCはショーン・ライト＝フィリップスと契約した」と述べて残念がった。移籍の噂はプレシーズンの間中ずっと騒々しく、結局フェイエノールト残留が決まったが、2008-09シーズン開幕戦のヘラクレス・アルメロ戦 (3-1) では30分に相手選手に肘打ちを見舞い、一発退場となって4試合の出場停止処分を受ける失望の出だしとなった。フィジカルの問題にも苦しめられ、前半戦だけで鼠蹊部と腿と膝の負傷に悩まされると、2009年1月には膝半月板を負傷して手術を行った。残りのシーズンを棒に振り、この負傷のために2008-09シーズンは2試合の出場にとどまった。2009年夏のスポルティング・クルーベ・デ・ポルトゥガルとの親善試合 (1-2) でようやく復帰し、同点ゴールを決めた。

##### 2009-10シーズン
マリオ・ベーン新監督はジョナサンの残留を希望し、「ジョナサンはチームにとって重要な選手であり、彼が望む中央でのプレーメーカーのポジションで起用したいと思っている」と語った。イングランドのチェルシーFC やスペインのバレンシアCF に興味をもたれたが、フェイエノールトに残留した。シーズン開幕から9試合で3得点を挙げ、期待の持てるスタートを切ったが、2009年10月3日のRKCヴァールヴァイク戦 (3-0) で右足軟骨を負傷して外科手術が必要となり、2ヶ月間戦線離脱した。ウィンターブレーク後に復帰したが、さらに4試合に出場した後の2010年3月4日、練習中に左膝の同箇所を負傷した。シーズン最終戦で復帰したが、KNVBカップ決勝ではアヤックス・アムステルダムに1-4で敗れた。フリートランスファーでチームを離れる決断を下し、「個人的には復帰して決勝に出場できて良かったが、言うまでもなく結果は残念なものだった。このような方法（フリートランスファー）でフェイエノールトを離れなければいけないのはとても悲しい」と述べた。

#### RCDマジョルカ
フェイエノールトとの契約が満了し、スペインのRCDエスパニョールやビジャレアルCFが獲得オファーを出した。同じく獲得に興味を示していたイングランドのニューカッスル・ユナイテッドFCへの移籍を希望したが、7月27日、スペイン・リーガ・エスパニョーラのRCDマジョルカと3年契約を結んだ。RCDマジョルカは財政上の問題からUEFAヨーロッパリーグの出場権を剥奪されていたが、オーナーのロレンソ・セラ・フェレールやミカエル・ラウドルップ監督に強い信頼を示されたことを移籍の理由に挙げた 8月29日のレアル・マドリード戦 (0-0) でデビューして活躍し、3週間後のCAオサスナ戦 (2-0) で初得点を挙げた。12月18日のビジャレアルCF戦 (1-3) では28分に角度のない場所から美しい得点を挙げた。シーズン最終戦のアトレティコ・マドリード戦 (3-4) ではセルヒオ・アグエロにハットトリックを決められたが、ジョナサンも1得点を挙げた。2010-11シーズン通算ではリーグ戦で33試合に出場して5得点を挙げた。チームはあと一歩で降格となる17位に終わったが、自身は実力を見せつけてスペイン挑戦初年度を終えた。

#### ビジャレアルCF
チームを残留に導いた活躍に複数のクラブが関心を示し、移籍期間最終日の2011年8月31日に、推定850万ユーロでビジャレアルCFへの移籍が決定した。

#### スウォンジー・シティAFC
2012年7月10日ビジャレアルの降格を受け、マジョルカ時代の恩師ミカエル・ラウドルップ率いるスウォンジー・シティAFCに期限付き移籍した。

#### SSCナポリ
2014年8月20日、SSCナポリに移籍した。1シーズン目はラファエル・ベニテスの下レギュラーとしてプレーしたが、新監督にマウリツィオ・サッリが就任して以降は出場機会を全く得ることができなかった。

#### カルピFC
2015年4月8日以来公式戦のピッチに立つことがない中、2016年1月28日にカルピFCにローンで加入した。

#### キエーヴォ
2016年9月3日にACキエーヴォ・ヴェローナにローンで加入した。フィールドプレイヤーとしては珍しい背番号1を選んだ。

#### フランクフルト
2017年7月5日、アイントラハト・フランクフルトに移籍した。

#### OFIクレタ
2020年10月19日、OFIクレタに移籍した。

#### スパルタ・ロッテルダム
2022年7月22日、スパルタ・ロッテルダムに完全移籍。12年ぶりにオランダに復帰した。

### 代表

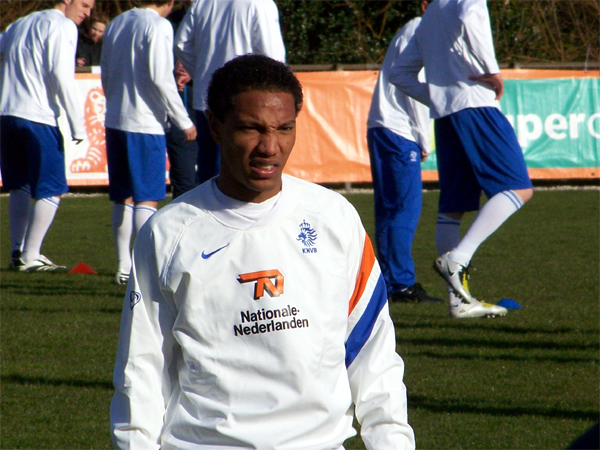
U-21オランダ代表でのデ・グズマン

2007年にオランダ国籍を申請し、2008年2月7日にオランダ国籍が付与されたため、出生地のカナダ代表とオランダ代表のどちらかを選ぶことができ、ジョナサンがどちらの代表を選択するのかが注目を集めた。結局、ジョナサンはオランダ代表を選び、カナダのサッカーファンは失望に包まれた。カナダ代表を選択することもできた過去の似たような事例では、オーウェン・ハーグリーブスがイングランド代表を、アスミル・ベゴヴィッチがボスニア・ヘルツェゴビナ代表を、ダニエル・マルシオ・フェルナンデスがポルトガル代表を、より近年ではティール・バンバリーがアメリカ代表を選んでいた。議論の余地はあるが、オランダ代表選択の1週間前に全国放送されたカナダのスポーツ番組に出演し、「ふたつの代表の格を比べて選んだのではなく、オランダでのサッカー選手人生を重視して選択した」と主張した。なお、兄のジュリアンはカナダ代表を選択している。
2008年3月26日、UEFA U-21欧州選手権予選のU-21エストニア戦 (3-0) でU-21オランダ代表デビューした。このU-21エストニア戦では重要な役割を果たし、チームの1点目と3点目を挙げたほか、2点目をアシストして全得点に絡んだ。同年8月には北京オリンピックに出場するU-23オランダ代表に選ばれた。オランダA代表の試合に出場しない限り、変更された国際サッカー連盟 (FIFA) の規約ではカナダ代表、父親の母国のフィリピン代表、母親の母国のジャマイカ代表を選択することも可能であった。
オランダ国籍取得直後に代表監督 マルコ・ファン・バステンによってオランダ代表のプレセレクションに選ばれたが本招集は受けられず。その後数年に渡りカナダ･フットボール協会からのアプローチを受けつつもチャンスを待ち続けたデ･グズマンはルイ・ファン・ハールによって初招集を受け、2013年2月6日 アムステルダムでのイタリアとの親善試合にHTの交代で遂に夢のオランダ代表デビュー。オランダ代表初の帰化選手となった。そして、2014年ブラジルで行われた2014 FIFAワールドカップにも招集され、スペイン戦に先発出場してオランダの勝利に貢献した。

## 人物・エピソード
カナダで生まれたが、後にサッカー留学のためにオランダへ渡航。2008年にオランダ国籍を取得。そのため、カナダ代表ではなくオランダ代表としてプレーしている。フェイエノールトの下部組織出身であり、2005年にトップチームデビューして100試合以上に出場した。2010年夏にフリートランスファーでRCDマジョルカと契約した。U-21オランダ代表としては4試合に出場して3得点しており、2008年にはU-23オランダ代表として北京オリンピックに出場した。その後フル代表のメンバーとなり、2014年にブラジルで行われた2014 FIFAワールドカップにも出場した。

## 個人成績
| クラブ成績   | クラブ成績           | クラブ成績       | リーグ | リーグ | カップ   | カップ   | 国際大会   | 国際大会   | 通算 | 通算 |
| シーズン     | クラブ               | リーグ           | 出場   | 得点   | 出場     | 得点     | 出場       | 得点       | 出場 | 得点 |
| オランダ     | オランダ             | オランダ         | リーグ | リーグ | KNVB杯   | KNVB杯   | ヨーロッパ | ヨーロッパ | 通算 | 通算 |
| ------------ | -------------------- | ---------------- | ------ | ------ | -------- | -------- | ---------- | ---------- | ---- | ---- |
| 2005–06      | フェイエノールト     | エールディヴィジ | 29     | 4      | 1        | 0        | 1          | 0          | 31   | 4    |
| 2006–07      | フェイエノールト     | エールディヴィジ | 32     | 7      | 1        | 0        | 6          | 1          | 39   | 8    |
| 2007–08      | フェイエノールト     | エールディヴィジ | 33     | 9      | 6        | 2        | -          | -          | 39   | 11   |
| 2008–09      | フェイエノールト     | エールディヴィジ | 2      | 0      | 0        | 0        | 1          | 0          | 3    | 0    |
| 2009–10      | フェイエノールト     | エールディヴィジ | 13     | 3      | 2        | 0        | -          | -          | 15   | 3    |
| 通算         | オランダ             | オランダ         | 109    | 23     | 10       | 2        | 8          | 1          | 127  | 26   |
| スペイン     | スペイン             | スペイン         | リーグ | リーグ | 国王杯   | 国王杯   | ヨーロッパ | ヨーロッパ | 通算 | 通算 |
| 2010–11      | マジョルカ           | ラ・リーガ       | 33     | 5      | 2        | 1        | -          | -          | 35   | 6    |
| 2011–12      | ビジャレアル         | ラ・リーガ       | 20     | 0      | 1        | 0        | 6          | 1          | 27   | 1    |
| 通算         | スペイン             | スペイン         | 54     | 6      | 3        | 1        | 6          | 1          | 63   | 8    |
| イングランド | イングランド         | イングランド     | リーグ | リーグ | FAカップ | FAカップ | ヨーロッパ | ヨーロッパ | 通算 | 通算 |
| 2012–13      | スウォンジー・シティ | プレミアリーグ   | 37     | 5      | 8*       | 3*       | —          | —          | 45   | 8    |
| 2013–14      | スウォンジー・シティ | プレミアリーグ   | 34     | 4      | 3        | 1        | 11         | 2          | 42   | 7    |
| 通算         | イングランド         | イングランド     | 71     | 9      | 11       | 4        | 11         | 2          | 93   | 15   |
| 総通算       | 総通算               | 総通算           | 234    | 38     | 24       | 7        | 25         | 4          | 283  | 49   |

## 代表歴

### 出場大会
- オランダ代表
  - 2014 FIFAワールドカップ

### 試合数
- 国際Aマッチ 14試合 0得点（2013年-2015年）[33]

| オランダ代表 | 国際Aマッチ | 国際Aマッチ |
| 年           | 出場        | 得点        |
| ------------ | ----------- | ----------- |
| 2013         | 8           | 0           |
| 2014         | 5           | 0           |
| 2015         | 1           | 0           |
| 通算         | 14          | 0           |

## タイトル
フェイエノールト
- KNVBカップ: 2007-08[34]

スウォンジー・シティ
- フットボールリーグカップ: 2012-13[35]

ナポリ
- スーペルコッパ・イタリアーナ: 2014[36]

アイントラハト・フランクフルト
- DFBポカール: 2017-18[37]